# Сан Лоренцо (Терни)
Сан Лоренцо је насеље у Италији у округу Терни, региону Умбрија.
Према процени из 2011. у насељу је живело 238 становника. Насеље се налази на надморској висини од 412 м.